# 서울교통공사 2000호대 저항제어 전동차
서울교통공사 2000호대 저항제어 전동차는 1980년 10월 31일 서울 지하철 2호선 개통과 함께 도입된 서울교통공사의 통근형 전동차다. 현재 모든 편성이 퇴역하였다.

## 개요
서울교통공사 1000호대 저항제어 전동차에서 사용된 저항기를 포함한 대부분 전장품이 채용되었다. 현재 2005년 폐차를 시작으로 2007년 전 차량이 폐차되었고, 남은 차량인 245~248편성, 256편성은 각각 신정지선, 성수지선에서 운행하다가 256편성은 2021년 1월 22일, 245편성은 2023년 2월 23일, 247편성은 2023년 2월 19일에 퇴역하였으며, 248편성은 예비차로 격하된 상태였다가 2023년 3월 31일에 퇴역하였다.

## 기술적 사양

### 에어스프링대차의 도입
일본국유철도 201계 전동차 중 시작차인 900번대에서 도입된 형태의 ND-310형 대차가 적용되었다. 1차 현가장치는 코일스프링, 2차 현가장치는 에어스프링이 적용되었다. 승차율에 따라 에어스프링 압력을 조절해 역행, 제동연산시 승차율을 감안해 가산치를 부여하는 응하중제어가 가능하다. 제동장치는 아날로그 연산방식 전기지령식 제동을 채용하였다.

### 주요 부품의 국산화
대우중공업 제작 차량들에 한하여 주전장품을 제외한 거의 대부분 부품이 도입 처음부터 국내 생산되어 약 70~80% 정도 국산화율을 달성하였다. 대차, 구체, 제동장치 등 기초기술은 일본 라이센스 기술 지원을 받아 한국에서 생산되었다.

### 과거 편성
초창기 도입된 차량들은 보조전원장치 방식으로 전동발전기를 사용하였으나, 2022년에 퇴역한 개조차량은 정지형 인버터가 장착되어 있다.

#### 4량 편성
| 객차번호       | 설치된 전장품                                     |
| -------------- | ------------------------------------------------- |
| 20XX           | Mc(보조전원장치,공기압축기,축전지,견인전동기(TM)) |
| 21XX           | M'(팬터그래프,주제어기,주저항기,견인전동기(TM))   |
| 22XX (구,23XX) | M'(팬터그래프,주제어기,주저항기,견인전동기(TM))   |
| 23XX (구,25XX) | Mc(보조전원장치,공기압축기,축전지,견인전동기(TM)) |

#### 6량 편성
| 객차번호       | 설치된 전장품                                     |
| -------------- | ------------------------------------------------- |
| 20XX           | Mc(보조전원장치,공기압축기,축전지,견인전동기(TM)) |
| 21XX           | M'(팬터그래프,주제어기,주저항기,견인전동기(TM))   |
| 22XX (구,26XX) | T(무동력객차)                                     |
| 23XX (구,27XX) | T(무동력객차)                                     |
| 24XX (구,23XX) | M'(팬터그래프,주제어기,주저항기,견인전동기(TM))   |
| 25XX           | Mc(보조전원장치,공기압축기,축전지,견인전동기(TM)) |

#### 10량 편성
| 객차번호 | 설치된 전장품                                                  |
| -------- | -------------------------------------------------------------- |
| 20XX     | Mc(운전실,보조전원장치,공기압축기,축전기,견인전동기(TM))       |
| 21XX     | M'(팬터그래프,추진제어장치,견인전동기(TM))                     |
| 26XX     | T(무동력객차), 1986년 신조                                     |
| 27XX     | T(무동력객차), 1986년 신조                                     |
| 22XX     | M'(팬터그래프,추진제어장치,견인전동기(TM)), 1993년 신조        |
| 24XX     | M (보조전원장치,공기압축기,축전기,견인전동기(TM)), 1993년 신조 |
| 28XX     | M'(팬터그래프,추진제어장치,견인전동기(TM)), 1993년 신조        |
| 29XX     | M (보조전원장치,공기압축기,축전기,견인전동기(TM)), 1993년 신조 |
| 23XX     | M'(팬터그래프,추진제어장치,견인전동기(TM))                     |
| 25XX     | Mc(운전실,보조전원장치,공기압축기,축전기,견인전동기(TM))       |

## 도입 역사
1980년 10월 서울 지하철 2호선 개통과 함께 도입됐다. 구 201~205편성은 본선에서 운행했고, 구 206~214편성의 경우, 초기엔 본선에서 운행하다가 1984년 서울 지하철 2호선 완전개통 이후 구 210~214편성은 성수지선, 1992년에 신정지선 개통과 함께 구 206~209편성은 신정지선 차량으로 이적되어 운행됐다.

### 1차 도입분 (1980년)
해당편성
- 201~211편성 (총 11편성 44량) - 1980년 도입
- 제작사: 대우중공업(201~208편성), 현대정공(209~211편성)

1980년 4량 11개 편성(201~211편성)이 도입되었다. 구 209~211편성은 일본 차량제조 완제품을 수입하여 현대정공 패찰을 붙인 OEM 형식으로 도입되었다.

### 2차 도입분 (1982년)
해당편성
- 258~260편성(변경 전 212~214편성) (총 3편성 12량) - 1982년 도입
- 제작사: 현대정공

1982년 4량 3개 편성(212~214편성)이 도입되었다. 2005년 258~260편성으로 개번됐다.

### 3차 도입분 (1986년,1990년)
해당편성
- 201~208편성 (6량 증결분, 총 8편성 16량) - 1986년 도입
- 209편성 (6량 증결분, 총 1편성 2량) - 1990년 도입
- 제작사: 현대정공

서울 지하철 2호선 전 편성 6, 10량화와 함께 1986년 무동력차(T) 16량, 1990년 무동력차(T) 2량이 제작되었다.

### 4차 도입분 (1993년)
해당편성
- 201~205편성 (10량 증결분, 총 5편성 20량) - 1993년 도입
- 제작사: 한진중공업

1993년 동력차(M) 20량이 제작되었다.

### 개조저항 (2005년)
해당편성
- 신정지선: 245~248편성 (총 6량 4편성)
- 성수지선: 256편성 (총 4량 1편성)

현재 중간차로 제작된 일부차량은 개조 및 재조성되어 신정지선 245~248편성, 성수지선 256편성으로 차호를 부여받아 운행하였다. 1986년 제작된 무동력차(T)는 각각 2005년과 2008년에 조기폐차 되었으며, 대신 1993년 제작된 GEC 초퍼제어 무동력차(T) 6량으로 대체되었다.

## 특이 사항

### 불연 내장재 교체 사업
2003년 대구 지하철 화재 참사를 계기로 강화된 철도차량 내연기준으로 인하여 2005년 로윈에서 1986년 이후 도입분 차량에 대하여 내장재를 교체하였다. 전체적으로 노선색에 맞추어 내장이 교체되었고, 내부 색상은 흰색 계열을 사용하였으며, 시트는 무광택 스테인리스 시트를 장착하였다. 다만, 사업 추진기간 중 5년 내 폐차 계획이 수립된 노후차량은 제외되었으며, 객실 좌석만 난연재 개별 좌석으로 교체되었고, 화재경보기와 객실 비상통화장치 등이 보강되었다.

### 행선 안내게시기 설비
지선을 운행한 저항제어 전동차는 객실 내에 LED 전광판을 설치하였으나, 이후 LCD 모니터로 교체하였다.

### 측면 행선LED작동 중단
승강장 스크린도어 설치 이후 모든 측면 행선 LED를 제거하여 에너지를 절약하고 있으며, 흰색 바탕 서울교통공사 로고를 부착하였고, Mc칸에 흰색 바탕 신도림-까치산 글씨가 부착되었다. 퇴역한 차량들 중 신정지선 245~248편성은 Mc칸에 흰색 바탕 신도림-까치산 글씨가, 성수지선 256편성은 신설동-성수 글씨가 부착되어 있었다.

### 출입문 교체
퇴역한 신정지선 245편성 Mc칸 출입문은 1호선 구 101편성 Tc차량의 출입문으로 교체되었다가, 퇴역한 후 기존의 출입문으로 교체되었다. 초저항에서 약 8년동안 썩은 출입문이다.

## 현황

### 미개조분
| 차호        | 도입 시기 | 운행 중단 시기 | 비고 |
| ----------- | --------- | -------------- | --- |
| 구 201 편성 | 1980년    | 2005년         | 201편성은 신정차량사업소에 개통 당시의 편성인 4량 편성을 유지하여 보존 중이다. 206~209편성은 245~248편성으로 개번 전차량 일본에서 수입되었으며, 현대정공/대우중공업 패찰만 붙이고 운행하였다. |
| 구 202 편성 | 1980년    | 2005년         | 201편성은 신정차량사업소에 개통 당시의 편성인 4량 편성을 유지하여 보존 중이다. 206~209편성은 245~248편성으로 개번 전차량 일본에서 수입되었으며, 현대정공/대우중공업 패찰만 붙이고 운행하였다. |
| 구 203 편성 | 1980년    | 2005년         | 201편성은 신정차량사업소에 개통 당시의 편성인 4량 편성을 유지하여 보존 중이다. 206~209편성은 245~248편성으로 개번 전차량 일본에서 수입되었으며, 현대정공/대우중공업 패찰만 붙이고 운행하였다. |
| 구 204 편성 | 1980년    | 2005년         | 201편성은 신정차량사업소에 개통 당시의 편성인 4량 편성을 유지하여 보존 중이다. 206~209편성은 245~248편성으로 개번 전차량 일본에서 수입되었으며, 현대정공/대우중공업 패찰만 붙이고 운행하였다. |
| 구 205 편성 | 1980년    | 2005년         | 201편성은 신정차량사업소에 개통 당시의 편성인 4량 편성을 유지하여 보존 중이다. 206~209편성은 245~248편성으로 개번 전차량 일본에서 수입되었으며, 현대정공/대우중공업 패찰만 붙이고 운행하였다. |
| 구 206 편성 | 1980년    | 2005년         | 201편성은 신정차량사업소에 개통 당시의 편성인 4량 편성을 유지하여 보존 중이다. 206~209편성은 245~248편성으로 개번 전차량 일본에서 수입되었으며, 현대정공/대우중공업 패찰만 붙이고 운행하였다. |
| 구 207 편성 | 1980년    | 2005년         | 201편성은 신정차량사업소에 개통 당시의 편성인 4량 편성을 유지하여 보존 중이다. 206~209편성은 245~248편성으로 개번 전차량 일본에서 수입되었으며, 현대정공/대우중공업 패찰만 붙이고 운행하였다. |
| 구 208 편성 | 1980년    | 2005년         | 201편성은 신정차량사업소에 개통 당시의 편성인 4량 편성을 유지하여 보존 중이다. 206~209편성은 245~248편성으로 개번 전차량 일본에서 수입되었으며, 현대정공/대우중공업 패찰만 붙이고 운행하였다. |
| 구 209 편성 | 1980년    | 2005년         | 201편성은 신정차량사업소에 개통 당시의 편성인 4량 편성을 유지하여 보존 중이다. 206~209편성은 245~248편성으로 개번 전차량 일본에서 수입되었으며, 현대정공/대우중공업 패찰만 붙이고 운행하였다. |
| 구 210 편성 | 1980년    | 2005년         | 201편성은 신정차량사업소에 개통 당시의 편성인 4량 편성을 유지하여 보존 중이다. 206~209편성은 245~248편성으로 개번 전차량 일본에서 수입되었으며, 현대정공/대우중공업 패찰만 붙이고 운행하였다. |
| 구 211 편성 | 1980년    | 2005년         | 201편성은 신정차량사업소에 개통 당시의 편성인 4량 편성을 유지하여 보존 중이다. 206~209편성은 245~248편성으로 개번 전차량 일본에서 수입되었으며, 현대정공/대우중공업 패찰만 붙이고 운행하였다. |
| 구 212 편성 | 1982년    | 2007년         | 구 258~260 편성으로 개번. 2058호 (구 2012호) 충청소방학교에 방치되어 있다. |
| 구 213 편성 | 1982년    | 2007년         | 구 258~260 편성으로 개번. 2058호 (구 2012호) 충청소방학교에 방치되어 있다. |
| 구 214 편성 | 1982년    | 2007년         | 구 258~260 편성으로 개번. 2058호 (구 2012호) 충청소방학교에 방치되어 있다. |

### 개조분
| 차호        | 도입 시기      | 개조 시기 | 운행 중단 시기 | 비고 |
| ----------- | -------------- | --------- | -------------- | --- |
| 구 245 편성 | 1990년, 1993년 | 2005년    | 2023년         | 구 209편성 T 객차가 개조되어 편성되었다. 그리고 초저항 출입문을 사용했고. 퇴역후 원래 출입문으로 교체 되었다. |
| 구 246 편성 | 1993년         | 2005년    | 2021년         | 구 264편성 T 객차가 개조되어 편성되었다. 운전실 배전반 화재로 먼저 폐차 되었다.                               |
| 구 247 편성 | 1993년         | 2005년    | 2023년         | 구 265편성 T 객차가 개조되어 편성되었다.                                                                      |
| 구 248 편성 | 1993년         | 2005년    | 2023년         | 구 266편성 T 객차가 개조되어 편성되었다.                                                                      |
| 구 256 편성 | 1993년         | 2005년    | 2021년         | |

## 보존
보존되어 있는 차량을 기준으로 서술한다.
- 신정차량사업소의 201편성 총 1개 편성이 운전실 기기가 탈거된 상태로 보존 되어있다.

## 같이 보기
- 서울 지하철 2호선 상왕십리역 추돌 사고
- 대한민국의 철도